# Bobby Lashley
Franklin Roberto "Bobby" Lashley (født d. 16. juli 1976) er en amerikansk fribryder og tidligere amatørbryder, der i øjeblikket kæmper for WWE, men er ude med en skade. Bobby Lashley er tidligere ECW World champion. Lashley begyndte i 2008 at træne til en karriere indenfor MMA (Mixed Martial Arts), men i april 2009, fik Lashley debut hos wrestlingbrandet TNA i forbindelse med et PPV arrangement.
Lashley begyndte i 2008 at træne til en karriere indenfor MMA (Mixed Martial Arts), men i april 2009, fik Lashley debut hos wrestlingbrandet TNA i forbindelse med et PPV arrangement. Han har nu valgt at fokusere primært på MMA, hvor han har vundet 5 ud af hans forløbige 6 kampe.